# 維納 (加利福尼亞州)
維納（英語：Vina）是位於美國加利福尼亞州蒂黑馬縣的一個人口普查指定地區。

## 地理
維納的座標為39°56′01″N 122°03′09″W / 39.93361°N 122.05250°W，而該地最高點為海拔高度64米（即210英尺）。

## 人口
根據2010年美國人口普查的數據，維納的面積為3.501平方千米，均為陸地。當地共有人口237人，而人口密度為每平方千米67人。